# Clare Maguire
Clare Rita Mary Maguire (født 15. september 1987), bedre kendt som Clare Maguire, er en britisk popsangerinde og sangskriver. Hun udgav sit debutalbum, Light After Dark den 28. februar 2011 på Polydor Records. Hendes stemme er blevet sammenlignet med Stevie Nicks og Annie Lennox.

## Diskografi
- Light After Dark (2011)
- Stranger Things Have Happened (2016)